# Bananarama
Bananarama är en brittisk grupp som på 1980-talet slog igenom med hitsen "Cruel Summer" och "Robert De Niro’s Waiting". Gruppen bestod då av Siobhan Fahey (född 10 september 1958 i Dublin), Sara Dallin (född 17 december 1961 i Bristol) och Keren Woodward (född 2 april 1961 i Bristol). Bananarama var 1980-talets mest framgångsrika kvinnliga grupp och är den kvinnliga grupp i historien som har haft flest listplacerade låtar.
Bananarama bildades 1979 och debuterade med singeln "Aie a Mwana", sjungen på swahili. Efter att Terry Hall hört den spelas på radio inbjöd han gruppen att sjunga på Fun Boy Threes singel "It Ain't What You Do" som blev en top 5-hit i Storbritannien 1982. Den följdes upp med "Really Saying Something" (med bakgrundssång av Fun Boy Three) som också nådde top 5 och blev Bananaramas genombrott. Gruppen fick därefter flera stora hits som "Cruel Summer" och "Robert De Niro’s Waiting".
Bananarama fick 1986 hjälp av producenttrion Stock Aitken Waterman, som producerade bland annat singlarna "Venus", "Love in the First Degree", "I Want You Back" och "I Heard a Rumour".
1991 gjorde gruppen en cover på Doobie Brothers låt "Long Train Running", med Gipsy Kings som medverkande musiker.
Sedan 1993 är gruppen en duo, bestående av Dallin och Woodward. Albumet Viva, gavs ut i september 2009. 2017–2018 gick Siobhan Fahey tillfälligt med i gruppen igen för en större turne som avslutades i Göteborg augusti 2018.
2019 utkom In Stereo, gruppens första studioalbum på tio år. 
Keren Woodward är gift med Andrew Ridgeley, tidigare medlem i Wham!.

## Diskografi
(Högsta placering på svenska topplistan inom parentes, om uppgift funnits)
Album
- Deep Sea Skiving (1983)
- Bananarama (1984)
- True Confessions  (1986)
- Wow! (1987) (31)
- The Greatest Hits Collection (1989) (#43)
- Pop Life  (1991) (#37)
- Please Yourself (1993)
- Ultra Violet (1995)
- Exotica (2001)
- Drama (2005)
- Viva (2009)
- In Stereo (2019)

Singlar i urval
- "Cruel Summer" (1983) (UK #8, US #9)
- "Robert De Niro's Waiting" (1984)
- "Venus" (1986) (#9)
- "I Heard a Rumour" (1987) (#10)
- "Love in the First Degree" (1987) (#15)
- "Help!" (1989) (#2)